# Dezember 1991
Portal Geschichte | Portal Biografien | Aktuelle Ereignisse | Jahreskalender | Tagesartikel

◄ |
19. Jahrhundert |
20. Jahrhundert
| 21. Jahrhundert

◄ |
1960er |
1970er |
1980er |
1990er
| 2000er | 2010er | 2020er | ►

◄ |
1987 |
1988 |
1989 |
1990 |
1991
| 1992 | 1993 | 1994 | 1995 | ►

◄ |
September 1991 |
Oktober 1991 |
November 1991 |
Dezember 1991 |
Januar 1992 |
Februar 1992 |
März 1992 |
►
Dieser Artikel behandelt aktuelle Nachrichten und Ereignisse im Dezember 1991.

## Tagesgeschehen

### Sonntag, 1. Dezember 1991

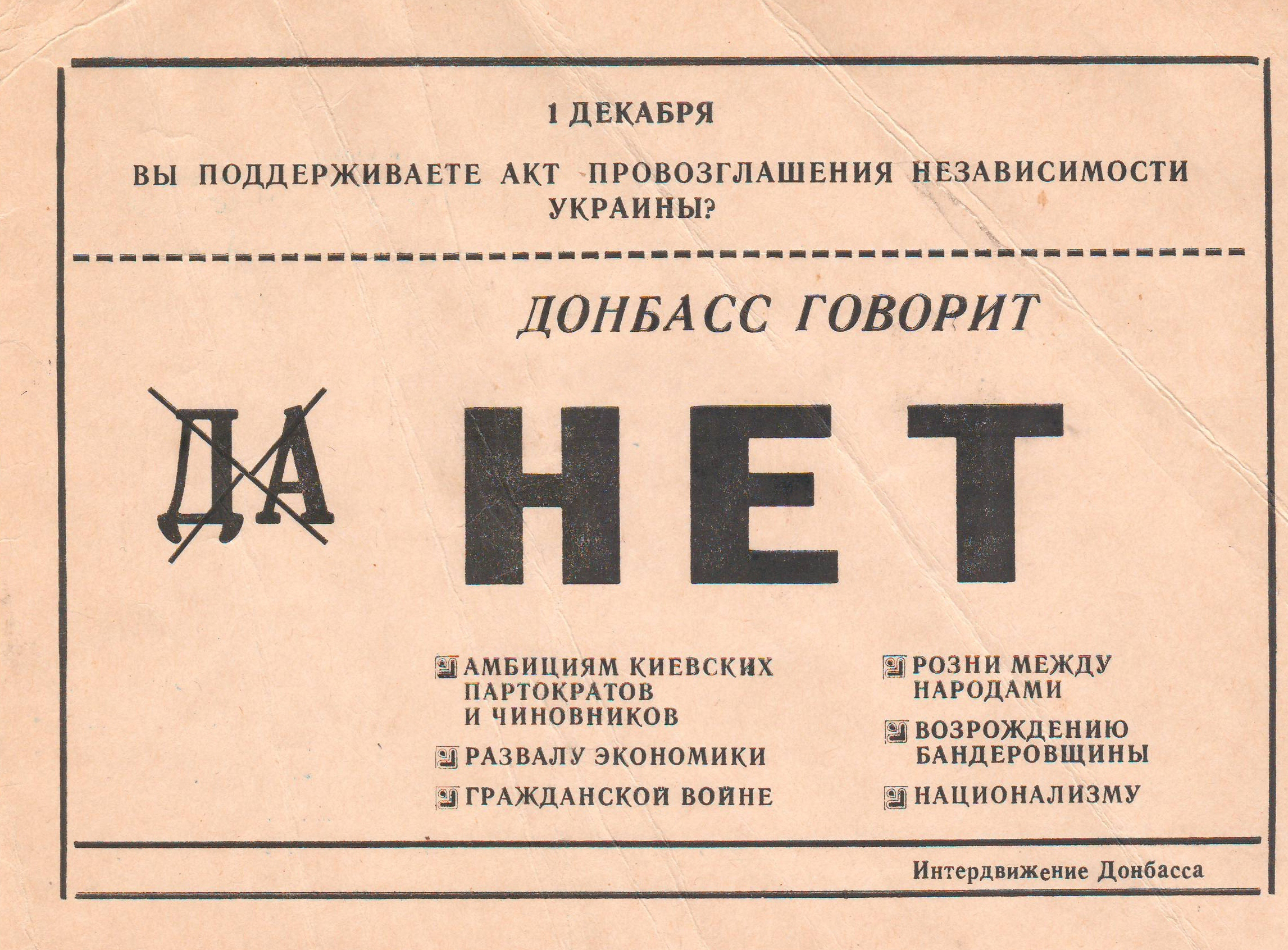
Werbung für ein „Nein“ zur Unabhängigkeit der Ukraine im Referendum

- Kiew/Sowjetunion: Die Einwohner der Ukrainischen SSR stimmen in einem Referendum mit einer Mehrheit von 92,3 % für die Loslösung der Ukraine von der russisch dominierten Sowjetunion und für die Gründung eines souveränen eigenen Landes. Selbst in der östlichen Ukraine, die einen hohen russischen Bevölkerungsanteil besitzt, votieren über 80 % für eine Unabhängigkeit, auf der Krim jedoch stimmen nur 54 % dafür.[1][2]

### Dienstag, 3. Dezember 1991
- New York/Vereinigte Staaten: Die Generalversammlung der Vereinten Nationen (UN) wählt den ägyptischen Diplomaten Boutros Boutros-Ghali zum Nachfolger des peruanischen UN-Generalsekretärs Javier Pérez de Cuéllar. Der Amtswechsel wird am 1. Januar 1992 erfolgen.[3]

### Mittwoch, 4. Dezember 1991

Die dunkelblaue Region in Nord-Griechenland heißt ebenfalls „Mazedonien“

- Athen/Griechenland: Von der Republik Mazedonien, die sich in ihrer neuen Verfassung endgültig „Mazedonien“ nennt, fordert der griechische Ministerpräsident Konstantinos Mitsotakis, den Landesnamen abzulegen, da „Mazedonien“ nur ein geographischer Begriff sei. Er betont auch, dass es in Griechenland keine slawisch-mazedonische Ethnie gebe. In Wahrheit seien die betreffenden Personen ethnische Griechen.[4]
- Wien/Österreich: Der Nationalrat beschließt das Asylgesetz. In der Parlamentsdebatte erklärt Innenminister Franz Löschnak (SPÖ), dass die Umsetzung sowohl durch eine entsprechende Visapolitik als auch über stichprobenartige Kontrollen an Grenzübergangsstellen sowie der Grünen Grenze geschehen solle.[5]

### Sonntag, 8. Dezember 1991

UdSSR seit August 1991: Russland in rot, übrige Unionsrepubliken in rosa

- New York/Vereinigte Staaten: Der Deutsche Lothar Matthäus wird zum Weltfußballer des Jahres der FIFA gekürt. 1990 wurde ihm bereits der Ballon d’Or zuerkannt.[6]
- Tokio/Japan: Der FK Roter Stern Belgrad aus Jugoslawien gewinnt das Spiel um den Fußball-Weltpokal für Vereinsmannschaften mit 3:0 gegen den Club Social y Deportivo Colo-Colo aus Chile.[7]
- Wiskuli/Sowjetunion: Boris Jelzin für die Russische SFSR, Leonid Krawtschuk für die Ukrainische SSR, Stanislaw Schuschkewitsch für die Weißrussische SSR erklären, dass die Sowjetunion ihre Existenz „beendet hat“, und vereinbaren die Gründung einer Nachfolgeorganisation für die Zusammenarbeit der Republiken der Union.[8]

### Mittwoch, 11. Dezember 1991
- Bremen/Deutschland: Die Abgeordneten der Bürgerschaft wählen den seit sechs Jahren amtierenden Klaus Wedemeier (SPD) erneut zum Bürgermeister des Landes Bremen und der Stadt selbst. Wedemeier formte dafür die erste Ampelkoalition auf Länderebene mit Beteiligung der Partei Die Grünen. Eine weitere „Ampel“ gibt es in Brandenburg, wo jedoch der grüne Partner das Bündnis 90 ist.[9]
- Moskau/Sowjetunion: Erich Honecker, als mächtigster Mann der SED jahrelang de facto Staatsoberhaupt der DDR, und seine Frau begeben sich in der sowjetischen Hauptstadt in die Botschaft der Republik Chile, nachdem die Regierung der Sowjetunion gestern die Auslieferung Honeckers an die deutsche Justiz ankündigte, sollte das Ehepaar die Sowjetunion nicht innerhalb von drei Tagen verlassen. Im März war es an Bord eines Flugzeugs der Roten Armee in Moskau eingetroffen.[10][11]

### Donnerstag, 12. Dezember 1991
- Abuja/Nigeria: Die Stadt Abuja löst Lagos als Hauptstadt von Nigeria ab. Die Bauarbeiten für die Planstadt begannen 1976. Die neue Hauptstadt liegt in der Mitte des Landes, damit es ein Bindeglied zwischen der mehrheitlich christlichen Bevölkerung im Süden sowie der mehrheitlich muslimischen im Norden gibt.[12]

### Montag, 16. Dezember 1991
- Alma-Ata/Sowjetunion: Die Unionsrepublik Kasachische SSR erklärt wie bereits im Oktober 1990 ihre staatliche Unabhängigkeit von der Sowjetunion.[13][14]

### Dienstag, 17. Dezember 1991
- Brüssel/Belgien: Regierungsvertreter der Vereinigten Staaten sowie der Mitgliedstaaten der Europäischen Gemeinschaften einigen sich auf die Anerkennung der staatlichen Souveränität von Slowenien und Kroatien zum 15. Januar 1992.[15]

### Mittwoch, 18. Dezember 1991
- Berlin/Deutschland: Die Betreibergesellschaften der Flughäfen Berlin-Schönefeld, Berlin-Tegel und Berlin-Tempelhof werden unter dem Dach der Berlin-Brandenburg-Flughafen Holding vereint, deren Gesellschafter der Bund sowie die Länder Berlin und Brandenburg sind. Das Ziel der Holding ist der Bau eines Großflughafens in der Nähe von Berlin.[16]

### Donnerstag, 19. Dezember 1991

Logo der VDE

- Bonn/Deutschland: Das Gesetz zur Beschleunigung der Planung von Verkehrswegen im Beitrittsgebiet von 1990 tritt in Kraft. Es soll die Verdichtung der Schienen-, Straßen- und Wasserstraßennetze erleichtern, deren Pflege die DDR-Regierung vernachlässigte. Seit September liegt seitens der Bundesregierung eine Liste mit 17 „Verkehrsprojekten Deutsche Einheit“ (VDE) vor.[17][18]

### Freitag, 20. Dezember 1991
- Köln/Deutschland: Im künftigen Mediapark wird das Cinedom-Kino eröffnet. Die so genannte „Multiplex“-Einrichtung soll der Krise der Kinokultur entgegenwirken. Das Nachrichtenmagazin Der Spiegel sieht in dem Gebäude bereits eine „neue Hochburg großstädtischer Kino-Architektur“.[19]

### Samstag, 21. Dezember 1991

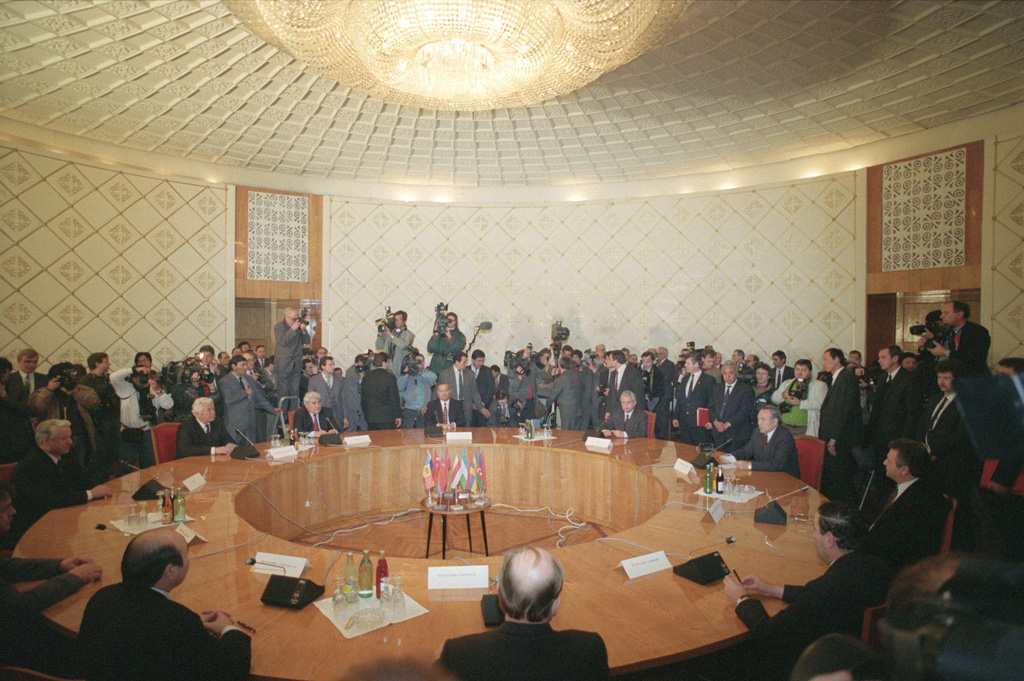
GUS-Gründungsversammlung

- Alma-Ata/Sowjetunion: Die politischen Oberhäupter der Unionsrepubliken Russische SFSR sowie Armenische, Aserbaidschanische, Kasachische, Kirgisische, Moldauische, Tadschikische, Turkmenische, Ukrainische, Usbekische und Weißrussische SSR unterzeichnen die Erklärung von Alma-Ata zur Schaffung der supranationalen Organisation Gemeinschaft Unabhängiger Staaten (GUS) als Ersatz für die Sowjetunion, deren Auflösung beschlossen ist.[20]

### Mittwoch, 25. Dezember 1991
- Moskau/Sowjetunion: Der ehemalige Generalsekretär des Zentralkomitees der KPdSU Michail Gorbatschow verkündet nach gut fünfeinhalbjähriger Amtszeit als De-facto- und als tatsächliches Staatsoberhaupt der Sowjetunion seinen Rücktritt. Der nominelle Regierungschef Iwan Silajew, Vorsitzender des Ministerrats, tritt ebenfalls zurück. Die Sowjetunion (UdSSR) ist nun ohne politische Führung und existiert nur noch formal.[21] Am selben Abend um 21:38 Uhr Ortszeit wird die Flagge der Sowjetunion wird von ihrem Mast über dem Kreml eingeholt und durch die Flagge Russlands ersetzt.[22][23]

### Sonntag, 29. Dezember 1991
- Berlin, Bonn/Deutschland: Das Gesetz über die Unterlagen des Staatssicherheitsdienstes (MfS, Stasi) der ehemaligen Deutschen Demokratischen Republik tritt in Kraft. Der evangelische Theologe Joachim Gauck wird damit vom Sonderbeauftragten für die personenbezogenen Unterlagen zum Bundesbeauftragten für die Stasi-Unterlagen. Aufgabe seiner Behörde ist es, die gesammelten noch verfügbaren Akten des MfS für diejenigen Personen zugängig zu machen, über deren Leben in den Akten berichtet wird.[24]
- Taschkent/Sowjetunion: Der Präsident der Usbekischen SSR und Vorsitzende der Volksdemokratischen Partei Usbekistans Islom Karimov wird mit großem Stimmenvorsprung vor Muhammad Salih zum Präsidenten der künftig völkerrechtlich souveränen Republik Usbekistan gewählt.[25]

### Montag, 30. Dezember 1991
- Minsk/Sowjetunion: Die Oberhäupter der Republiken der Gemeinschaft Unabhängiger Staaten (GUS) verabschieden eine Erklärung über die Wichtigkeit ihrer militärstrategischen Zusammenarbeit. Der russische Präsident Boris Jelzin scheitert endgültig mit der Idee, dass die elf GUS-Mitglieder gemeinsam Streitkräfte aufstellen.[26]

### Dienstag, 31. Dezember 1991

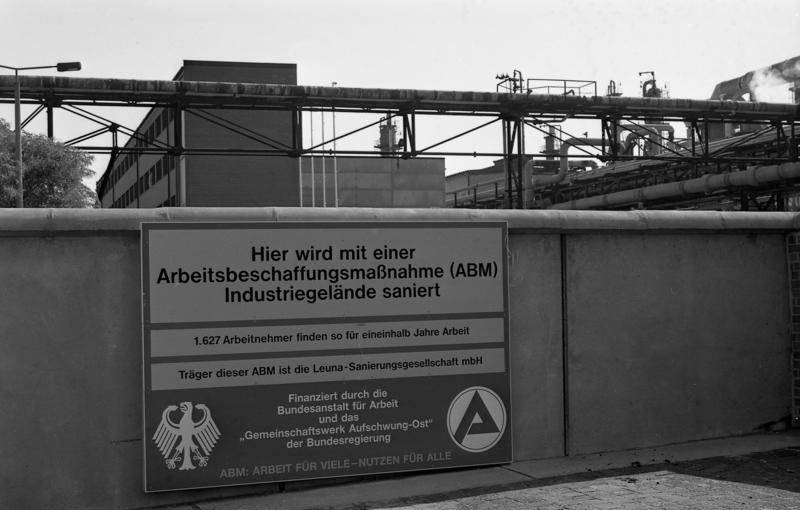
Schauplatz einer Arbeitsbeschaffungsmaßnahme, hier in Leuna, befristet auf 18 Monate: „Arbeit für viele“

- Moskau/Sowjetunion: Nach knapp 79 Jahren wird die Union der Sozialistischen Sowjetrepubliken, kurz UdSSR oder Sowjetunion, mit Ende des heutigen Tages aufgelöst. Den Termin  vereinbarten Boris Jelzin und Leonid Krawtschuk, die Präsidenten der Russischen beziehungsweise der Ukrainischen Sowjetrepublik, am 8. Dezember.[27]
- Nürnberg/Deutschland: Nach Angaben der Bundesanstalt für Arbeit wurden zwischen dem 1. Januar 1991 und dem heutigen Tag in dem etwa 15 Millionen Einwohner zählenden Beitrittsgebiet von 1990 mehr als 1,4 Millionen Menschen aus einem Arbeitsverhältnis entlassen. In den Medien werden als Gründe v. a. eine niedrige Arbeitsproduktivität und die zu geringen finanziellen Ressourcen der Unternehmen für Neuerungen angeführt.[28]

## Weblinks

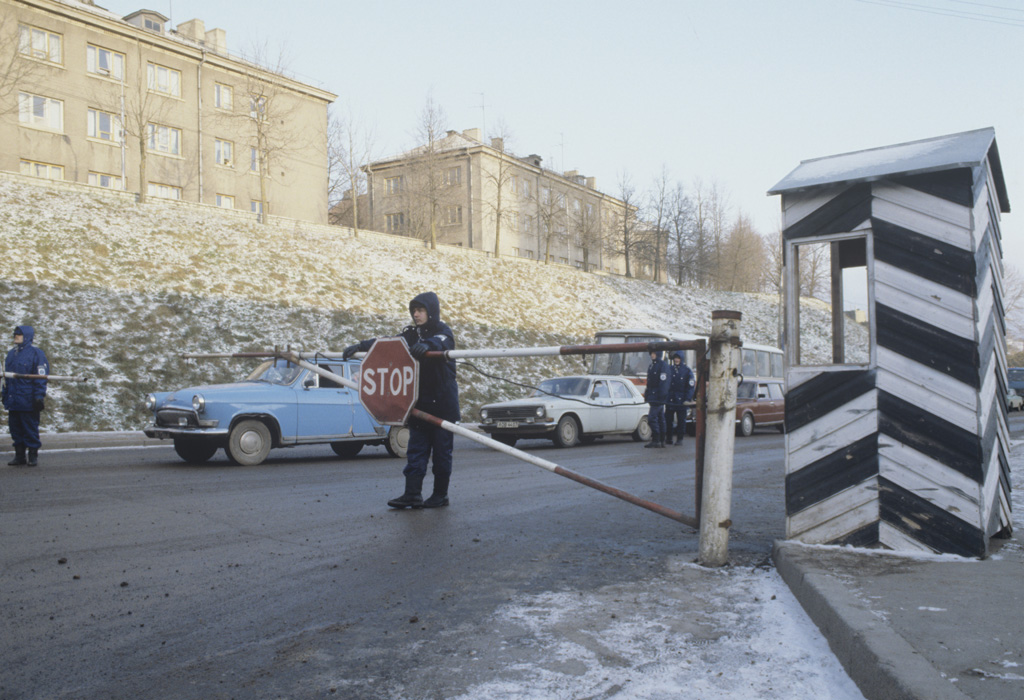
Estland im Dezember 1991